# Паф-паф
Паф-паф (яп. ぱふぱふ пафупафу) — ономатопея, обозначающая процесс прижимания лица к женской груди. Термин был введен Акирой Ториямой, создателем «Жемчуга дракона» и ведущим художником серии компьютерных игр Dragon Quest. «Паф-паф» фигурирует в обеих франшизах. В играх Dragon Quest это действие представлено как услуга, доступная персонажам. В серии также встречаются несексуальные варианты «паф-паф», например, с использованием двух слаймов или заменой исполнителя на мужчину. До выхода Dragon Quest XI сцены «паф-паф» регулярно подвергались цензуре в англоязычных версиях игр серии. Отсылки к «паф-паф» присутствуют и в других игровых сериях, таких как 3D Dot Game Heroes, Yakuza: Like a Dragon, Final Fantasy XIV и Dragon Ball Xenoverse.

## История
«Паф-паф» — ономатопея, обозначающая действие, при котором женщина прижимает свою грудь к лицу другого человека. В некоторых видеоиграх это действие передается исключительно через диалоги. Термин был впервые использован Акирой Ториямой, создателем манги «Жемчуг дракона» и художником серии Dragon Quest, для описания ситуации, когда лицо прижимается к груди. Впервые «паф-паф» появился в манге «Жемчуг дракона». В первой игре Dragon Quest «паф-паф» представлен как услуга, которую предлагает женщина в городе Кол за определенную плату. В некоторых играх серии персонажи могут использовать «паф-паф» как особый прием, например, Джессика Альберт из Dragon Quest VIII. Также «паф-паф» фигурирует в мобильной игре Dragon Quest Walk. 

Первое известное использование термина в эротическом контексте зафиксировано в манге «Жемчуг дракона»

В серии Dragon Quest сцены «паф-паф» представлены разнообразными способами, в том числе ситуациями, когда женщина вводит протагониста в заблуждение. В большинстве случаев «паф-паф» в серии не связан с женской грудью. В Dragon Quest II и Dragon Quest III женщина предлагает «паф-паф», но его выполняет мужчина, причем в третьей части это оказывается массажем плеч. В Dragon Quest VIII женщина проводит «паф-паф»-массаж, используя двух слаймов, а в Dragon Quest IX: Sentinels of the Starry Skies лицо персонажа оказывается между задними частями двух овец. Dragon Quest XI включает несколько подобных сцен, среди которых прыжки с тарзанки, сеанс макияжа и «паф-паф», выполняемый мужчиной. Мобильная игра Dragon Quest Walk воспроизводит сцену «паф-паф» из первой части серии. «Паф-паф» также появляется вне видеоигр Dragon Quest, например, в виде стикеров Line и «Комнаты паф-паф», предлагаемой в качестве награды в эскейп-руме по мотивам Dragon Quest III.

### Цензура
При локализации нескольких игр серии Dragon Quest, а также в «Жемчуге дракона», сцены «паф-паф» подвергались цензуре. В Dragon Quest III их заменили на сцены с гадалкой, в Dragon Quest IV — на неэротичную «пуф-пуф терапию», а в Dragon Quest VI — на сеанс нанесения макияжа. При этом в Dragon Quest VI техника «Паф-паф» также была переименована в «Ладушки». Отвечая на вопрос GamesRadar+ об отсутствии сцен «паф-паф» в некоторых играх серии Dragon Quest, продюсер Dragon Quest VI Нориёси Фудзимото выразил разочарование тем, что эти сцены могут повлиять на возрастной рейтинг игр, из-за чего их приходится делать менее явными в английской версии. В английской версии Dragon Quest XI сцены «паф-паф» не были подвергнуты цензуре.

## Влияние
Сцена «паф-паф» стала повторяющейся шуткой в серии игр Dragon Quest. Обозреватель Inside Games Сушиши отметил, что возможность взаимодействия с этой сценой была ценным опытом общения с персонажами, учитывая отсутствие диалогов с партнерами игрока в Dragon Quest III. Джаред Петти из IGN критически отозвался о сцене «паф-паф» в Dragon Quest XI, где выяснилось, что ее выполнял мужчина. По мнению Петти, это не было смешно и вызывало вопросы этического характера. Схожую позицию выразил автор The Independent, посчитав сцены «паф-паф» в игре неуместными попытками вызвать дешевый смех. Даниэль Андреев проанализировал различные изображения этого действия в серии, отметив его эволюцию со временем, особенно в Dragon Quest XI. Он утверждал, что использование «паф-паф» способствует созданию ностальгической атмосферы, характерной для японской поп-культуры 1980-х годов. Мэтт Сейнсбери из Digitally Downloaded поставил под сомнение целесообразность включения «паф-паф» в англоязычные версии Dragon Quest, предвидя неизбежную критику. Тем не менее, он оценил их наличие в Dragon Quest XI, считая, что они подчеркивают легкий и непринужденный характер игры.
Механика встречается в ряде компьютерных игр. В 3D Dot Game Heroes она представлена в исходном виде. В игре Yakuza: Like a Dragon используется под названием «ниги-ниги» (от японского глагола 握る, «нигиру» — «сжимать»), а в продолжении Like a Dragon: Infinite Wealth — как «хонк-хонк». Сцена включена в Final Fantasy XIV как часть кроссовера с Dragon Quest X. В Dragon Ball Xenoverse данная механика реализована в качестве особого жеста Мастера Роши. ZOZOTOWN выпустил линейку одежды с соответствующей символикой, основанную на Булме из франшизы Dragon Ball.

## Комментарии
1. ↑  Перевод (справа налево, сверху вниз):

Улонг (в образе Булмы): Может, сделаем паф-паф?
Мутэн Роши: Па... па... паф-паф?
Улонг: Положите лицо между грудей...
Улонг: Паф-паф
Мутэн Роши: Паф-паф!!